# Blinky Bill the Movie
Blinky Bill the Movie (prt/bra: Blinky Bill - O Filme) é um filme de animação australiano-irlandês-indiano de comédia e aventura em computação gráfica de 2015 dirigido por Deane Taylor, escrito por Fin Esquist e baseado no personagem Blinky Bill, criado por Dorothy Wall para uma série de livros infantis em 1933. O filme foi produzido pela Flying Bark Productions e co-produzido pela Assemblage Entertainment e Telegael.

## Enredo
Aventureiro por natureza, o jovem coala Blinky é o único que acredita que o  seu pai ainda está vivo, deixa a sua pequena cidade de Green Patch, para ir à procura do seu pai, que desapareceu há uns tempos atrás, no selvagem e perigoso deserto australiano.
Rapidamente faz amizade com Nutsy, uma mimada coala habituada a viver num zoológico, e Jacko, um lagarto-de-gola, o trio de aventureiros terá que descobrir em conjunto como sobreviver à acidentada paisagem australiana, e finalmente encontrar o pai de Blinky.

## Elenco
- Ryan Kwanten como Blinky Bill
- Robin McLeavy como Nutsy
- Rufus Sewell como Sir Claude
- David Wenham como Jacko
- Toni Collette como Cheryl and Beryl
- Richard Roxburgh como Mr. Bill
- Deborah Mailman como Mrs. Bill
- Barry Otto como Mayor Wilberforce Cranklepot
- Barry Humphries como Wombo
- Tin Pang como Jorge
- Cam Ralph como Splodge and Robert
- Charlotte Rose Hamlyn como Marcia Mouse
- Billy Birmingham como Tony and Richard